# ハーブ・オオタ
ハーブ・オオタ（1934年 - ）は、ハワイ出身で日系二世ハーフ（一世と二世との間に産まれた子供）の世界的なウクレレ奏者。

## 人物
本名はHerbert Ichiro Ohta。OHTA-SAN（オータサン）の愛称で知られ、「ウクレレの神様」の異名を持つ。
幼少時からエディ・カマエの影響を受けて猛練習を重ね、OHTA-SAN STYLE と呼ばれる独自のウクレレ奏法を確立する。15歳でプロデビュー。ハワイアン音楽だけにとどまらず、ジャズ、ラテン、クラシック、ポップス、ロックなどあらゆる種類の音楽をウクレレ一本で演奏するというスタイルは、多くのミュージシャンに多大な影響を与え、ソロ楽器としてのウクレレの可能性を大きく広げた。
日本語も堪能で、1953年～1963年の朝鮮戦争時にはアメリカ海兵隊司令官付通訳として約11年間、韓国と日本に駐屯した。1980年代後半からは毎年のように来日するようになり、日本における第二次ウクレレブームの火付け役となった。